# Ізворелу-де-Жос
Ізворелу-де-Жос (рум. Izvorălu de Jos) — село у повіті Мехедінць в Румунії. Входить до складу комуни Лівезіле.
Село розташоване на відстані 252 км на захід від Бухареста, 23 км на південний схід від Дробета-Турну-Северина, 74 км на захід від Крайови.

## Населення
За даними перепису населення 2002 року у селі проживали 285 осіб, усі — румуни. Усі жителі села рідною мовою назвали румунську.